# اوزوویل-لنوال
اوزوویل-لنوال (به فرانسوی: Auzouville-l'Esneval) یک کمون در فرانسه است که در canton of Yerville واقع شده‌است. اوزوویل-لنوال ۵٫۶۶ کیلومتر مربع مساحت دارد ۱۶۵ متر بالاتر از سطح دریا واقع شده‌است.